# Klemens Stehr
Klemens Paul Stehr (* 7. März 1930 in Wattenscheid; † 6. Oktober 2019) war ein deutscher Pädiater.

## Leben
Stehr studierte Medizin von 1950 bis 1956 in Würzburg, Düsseldorf und München. Nach der Promotion am 11. Juni 1955 in Düsseldorf und der Facharztausbildung zum Pädiater an der Kinderpoliklinik der Universität München habilitierte er sich 1962 und wurde 1968 zum außerplanmäßigen Professor ernannt. 1970 wurde er Oberarzt (ab 1974 in leitender Funktion) der Kinderklinik der Technischen Universität München-Schwabing und 1977 erhielt er einen Ruf an die Universität Erlangen-Nürnberg auf den Lehrstuhl Pädiatrie mit Leitung der Universitätskinderklinik Erlangen.

## Auszeichnungen
- Bundesverdienstkreuz (1995)
- Bayerischer Verdienstorden (1999)

## Schriften (Auswahl)
- Über Veränderungen an den Kleinhirntonsillen bei Hirndruck. 1955, OCLC 73943683.
- Über therapieresistente Enterobakterien. Ihre Biologie und ihre Bedeutung für die enteralen Infektionen im Säuglingsalter. Stuttgart 1963, OCLC 258286480.
- Kinderheilkunde und Jugendmedizin in der Entwicklung. Fortschritte und Gefährdungen. Abschiedsvorlesung am 28.2.1998. Erlangen 1999, ISBN 3-7896-0425-9.